# Dzag járás
Dzag járás (mongol nyelven: Заг сум) Mongólia Bajanhongor tartományának egyik járása. Területe 2561 km². Népessége kb. 2400 fő.
Székhelye Dzag (Заг), mely 188 km-re északnyugatra fekszik Bajanhongor tartományi székhelytől.